# Olga Gyarmati
Olga Gyarmati (Debrecen, 5 oktober 1924 – Greenfield, 27 oktober 2013) was een Hongaarse atlete, die was gespecialiseerd in het verspringen. Ze werd olympisch kampioene in deze discipline.

## Loopbaan

### Start onderbroken door WO II
Gyarmati startte haar atletiekloopbaan bij de atletiekvereniging in haar geboorteplaats, Debreceni TE. Haar eerste Hongaarse titel veroverde zij op zeventienjarige leeftijd op de 100 m. Een jaar later werd zij nationaal kampioene bij het hoogspringen. In de laatste jaren van de Tweede Wereldoorlog kwam zij echter nauwelijks nog aan sporten toe, omdat er in haar land in die periode praktisch geen wedstrijden werden georganiseerd. Ze verhuisde naar Boedapest en trouwde met István Várkonyi.

### Olympisch kampioene
In 1947 pakte zij de draad weer op en vervolgde haar atletiekcarrière bij Vasas Sport Club in Boedapest. Vervolgens veroverde zij tussen 1948 en 1956 nog tientallen Hongaarse titels. De beste prestatie van haar sportcarrière leverde Olga Gyarmati echter in 1948 door op de Olympische Spelen van Londen een gouden medaille te winnen bij het verspringen. Dit atletiekonderdeel maakte toen voor het eerst deel uit van het olympisch programma. Met een beste poging van 5,695 m versloeg ze de Argentijnse Noemí Simonetto de Portela (zilver; 5,60) en de Zweedse Ann-Britt Leyman (brons; 5,575). Hiermee was Gyarmati de tweede Hongaarse die ooit een olympische titel vergaarde. De eerste was Ibolya Csák geweest, die op de Spelen van 1936 in Berlijn olympisch kampioene was geworden bij het hoogspringen..
In de jaren die volgden behaalde Gyarmati diverse successen op de universiade, toen nog World Student Games geheten. Ze won in 1949 goud bij het verspringen, in 1951 eveneens goud op de 200 m en veroverde daarnaast op deze kampioenschappen in totaal nog vier zilveren en twee bronzen medailles.

### OS 1952 en 1956
In 1952 maakte Gyarmati opnieuw deel uit van de olympische ploeg voor de Olympische Spelen van Helsinki, waar zij deelnam aan de 4 x 100 m estafette en het verspringen. Op de 4 x 100 m werd het Hongaarse viertal in de kwalificatieronde gediskwalificeerd en bij het verspringen werd ze elfde. Bij haar laatste olympische optreden in 1956 werd ze tiende.

### Emigratie
De Spelen van Melbourne leidden ertoe dat, in verband met de inmiddels in hun vaderland uitgebroken Hongaarse Opstand, vele sporters die deel uitmaakten van het Hongaarse team, niet naar hun land terugkeerden. Gyarmati was een van hen. Zij vestigde zich in Groot-Brittannië, waar zij de Hongaarse schrijver Tamás Aczél ontmoette, met wie zij trouwde. Later vestigde het echtpaar zich in de Verenigde Staten in Greenfield, Massachusetts. Haar echtgenoot overleed in 1994.
De laatste jaren van haar leven leefde Olga Gyarmati als een kluizenaar. Ze onderhield geen contacten meer met het Hongaars Olympisch Comité en deed ook nooit een beroep op het jaargeld dat in haar vaderland voor olympische kampioenen in het leven was geroepen.

## Titels
- Olympisch kampioene verspringen - 1948
- Universitair kampioene 200 m - 1951
- Universitair kampioene verspringen - 1949
- Hongaars kampioene 100 m – 1941, 1949, 1951
- Hongaars kampioene 200 m – 1951, 1952
- Hongaars kampioene 80 m horden – 1948, 1949, 1951, 1952, 1953, 1954, 1955
- Hongaars kampioene hoogspringen – 1942, 1949
- Hongaars kampioene verspringen – 1948, 1949, 1951, 1952, 1953, 1954, 1955, 1956
- Hongaars kampioene vijfkamp – 1950, 1955
- Hongaars kampioene 4 x 100 m – 1950, 1951, 1952
- Hongaars kampioene 4 x 200 m - 1950

## Persoonlijke records
| Onderdeel    | Prestatie | Jaar |
| ------------ | --------- | ---- |
| verspringen  | 6,23 m    | 1953 |
| 100 m        | 11,9 s    | 1951 |
| 200 m        | 24,8 s    | 1951 |
| hoogspringen | 1,60 m    | 1950 |

## Palmares

### verspringen
- 1948:  OS - 5,695 m
- 1949:  World Student Games - 5,95 m
- 1951:  World Student Games - 5,70 m
- 1952: 11e OS - 5,67 m
- 1953:  World Student Games - 5,69 m
- 1956: 10e OS - 5,66 m

### 200 m
- 1951:  World Student Games - 25,4 s

### 80 m horden
- 1949:  World Student Games - 12,0 s
- 1951:  World Student Games - 11,6 s? (wind)
- 1953:  World Student Games - 11,3 s

### hoogspringen
- 1948: 17e OS - 1,40 m

### 4 x 100 m
- 1952: DQ OS

1948: Olga Gyarmati ·
1952: Yvette Williams ·
1956: Elżbieta Krzesińska ·
1960: Vera Krepkina ·
1964: Mary Rand ·
1968: Viorica Viscopoleanu ·
1972: Heide Rosendahl ·
1976: Angela Voigt ·
1980: Tatjana Kolpakova ·
1984: Anișoara Cușmir-Stanciu ·
1988: Jackie Joyner-Kersee ·
1992: Heike Drechsler ·
1996: Chioma Ajunwa ·
2000: Heike Drechsler ·
2004: Tatjana Lebedeva ·
2008: Maurren Maggi ·
2012: Brittney Reese ·
2016: Tianna Bartoletta ·
2020: Malaika Mihambo ·
2024: Tara Davis-Woodhall
- Gemeinsame Normdatei: 124116049X
- International Standard Name Identifier: 0000 0000 4930 4719
- Library of Congress Control Number: n2006044111
- Virtual International Authority File: 48653787
- WorldCat: E39PBJqVPHRggcxhv3GJR3t9Xd